# Nina Gunde - Cimerman
Nina Gunde - Cimerman, slovenska mikrobiologinja, * 28. december 1958.
Na Biotehniški fakulteti Univerze v Ljubljani je leta 1983 diplomirala, leta 1987 je opravila znanstveni magisterij in leta 1993 uspešno zagovarjala doktorsko disertacijo z naslovom »Glive, ki sintetizirajo inhibitor HMG-CoA reduktaze«.
Strokovno se posveča zlasti raziskavam ekstremofilnih mikroskopskih gliv, ki uspevajo v zelo slanih in drugih ekstremnih okoljih. Deluje kot raziskovalka in profesorica mikrobiologije na Oddelku za biologijo Biotehniške fakultete v Ljubljani.
Za izum postopka za proizvodnjo mikrobiološkega sirišča s submerzno fermentacijo je leta 1990 s sodelavci prejela nagrado za iznajdbe in tehnične izboljšave Sklada Borisa Kidriča, leta 2018 pa še Zoisovo priznanje za pomembne dosežke na področju ekstremofilnih mikroorganizmov – gliv. Leta 2024 je prejela Jesenkovo nagrado za življenjsko delo.